# Kum Back
Kum Back est le premier album de type bootleg des Beatles, sorti en janvier 1970. Ce disque pirate, tiré de la diffusion à la radio d'un disque acétate de démonstration, est une ébauche du producteur du groupe, Glyn Johns, de ce qui deviendra plus tard dans l'année l'album Let It Be.

## Historique
Durant les séances dites « Get Back » de janvier 1969, les Beatles, secondés de Billy Preston, désirent créer un album avec des chansons enregistrées en direct, possiblement devant public, sans overdubs ni rajouts en post-production. Le producteur et ingénieur de son Glyn Johns est sur place afin d'effectuer les enregistrements. La dernière semaine de janvier, quelques jours avant le concert sur le toit, il effectue un mixage qui mêle des chansons complètes, mais pas nécessairement les plus achevées, à d'autres qui ne le sont pas et ajoute des improvisations ainsi que des discussions entre les membres. Il remet sa preuve de concept d'album gravée sur des disques acétate à chacun des Beatles et, malgré avoir répondu aux attentes, son master est unanimement refusé. En mars, le groupe se ravise et Johns reçoit le mandat de réaliser cet album à partir des nombreuses heures d'enregistrements qui dorment chez Apple. Il soumet sa seconde version en mai 1969 et, dans le Beatles Book de juin, on annonce que cet album sortirait à la mi-juillet. Mais afin de laisser la place à l'album Abbey Road qui est cours de production et surtout d'attendre la diffusion du film, la sortie du disque est reportée à une date ultérieure. Cette version ne sortira qu'un demi-siècle plus tard! Une troisième et dernière tentative est effectuée par Johns en janvier 1970 mais le groupe publiera la version de Phil Spector en mai. En 2003, sort une ultime version intitulée Let It Be… Naked qui élimine tous les ajouts de post production.
On avance que c'est John Lennon lui-même qui remet la copie acétate de la première version de l'album à un journaliste américain qui le donne, à son tour, à un DJ qui permettra sa diffusion en septembre 1969 sur les ondes de stations de radio de Boston, Buffalo et Cleveland. Enregistré par des fans et des pirates, il est publié sur le marché gris sous le nom Kum Back bien avant la sortie officielle du disque Let It Be.
D'après l'auteur Clinton Heylin (en), c'est plutôt en Californie que le bootleg Kum Back est produit pour la première fois, tiré d'une diffusion par des stations radio FM locales. Pressée sur vinyle à Los Angeles, une première version du bootleg circule à Berkeley dans lequel les chansons sont dans un ordre incorrect avec certains titres erronés. À San Francisco, le bootlegger responsable de la sortie du premier bootleg de rock commercialisé, Great White Wonder de Bob Dylan sorti deux mois plus tôt en juillet, « Michael O » en achète un exemplaire et décide de l'améliorer. Il remet les chansons dans l'ordre, utilise les noms officiels tels que publiés dans le Beatles Book, et en fait presser 3 000 copies qui se vendent en quelques jours. 2000 autres copies sont manufacturées et ensuite 1000 autres, toutes vendues rapidement. C'est à ce moment que sa version est elle-même copiée et vendue à rabais, ce qui met un terme à sa contrefaçon. Toutes les copies pirates disparaitront du marché gris à l'arrivée de l'album officiel en mai 1970.

## Liste des chansons
L'astérisque dénote une chanson qui sera omise des autres ébauches de Johns ou de la version officielle de l'album Let It Be mais celles-ci sont toutes maintenant entendues sur les disques bonus de sa réédition de 2021. Certaines éditions pirates utilisent des titres alternatifs notés entre parenthèses. Certaines descriptions font référence à l'album officiel de mai 1970.
Toutes les chansons sont écrites et composées par Lennon/McCartney, sauf indications contraires.
| 1. | Get Back                                        | Même prise que celle du single et de l'album, enregistrée le 27 janvier. |  |
| 2. | The Walk (en)* (Jimmy McCracklin) (Can He Walk) | Improvisation effectuée le 27 janvier.                                   |  |
| 3. | Let It Be,                                      | Enregistrement du 26 janvier, sans overdub.                              |  |
| 4. | Teddy Boy* (Paul McCartney) (Teddy Don't Worry) | Improvisation effectuée le 27 janvier.                                   |  |
| 5. | Two of Us (On Our Way Home)                     | Enregistrement du 24 janvier.                                            |  |

| 6.  | Don't Let Me Down*                                | Enregistrement du 22 janvier. |  |
| 7.  | I've Got a Feeling                                | Piste incomplète enregistrée le 22 janvier avec une discussion lors de la finale qui est ratée.                                                 |  |
| 8.  | The Long and Winding Road (Don't Keep Me Waiting) | Enregistrement du 26 janvier. |  |
| 9.  | For You Blue (George Harrison) (Sweet & Lovely)   | Même prise 6 enregistrée le 25 janvier mais entendue avec le son de glaçons frappant les parois d'un verre et un faux départ.                   |  |
| 10. | Dig a Pony (Who Knows)                            | Enregistrement studio du 22 janvier. |  |
| 11. | Get Back (Reprise)*, (Tojo Was a Loner)           | Extrait des dernières secondes de la prise 19, enregistrée le 28 janvier 1969, qui est aussi entendue pendant le court générique final du film. |  |